# Sarah Clarke
Sarah Clarke, née le 16 février 1972 à St. Louis, Missouri, (États-Unis), est une actrice américaine. 
Révélée par la série 24 heures chrono, elle fait également des apparitions dans les séries Dr House, Commander in Chief,  Las Vegas ou Harry Bosch. 
Au cinéma, elle joue dans Thirteen, Happy Endings, ainsi que dans la saga Twilight, dans laquelle elle incarne la mère de Bella, Renée.

## Filmographie

### Au cinéma
- 2003 : Thirteen : Birdie
- 2005 : Happy Endings : Diane
- 2008 : Twilight, chapitre I : Fascination  : Renée Dwyer
- 2009 : Twilight, chapitre II : Tentation : Renée Dwyer
- 2009 : Women in Trouble : Maxine McPherson
- 2010 : Twilight, chapitre III : Hésitation : Renée Dwyer
- 2011 : Twilight, chapitre IV : Révélation : Renée Dwyer
- 2014 : The Signal de William Eubank

### À la télévision
- 2000 : Sex and the City (saison 3, épisode 2) : Melinda Peters
- 2000 : Ed (saison 1, épisode 18) : Kara Parsons
- 2001 : 24 heures chrono (24) (saison 1) : Nina Myers
- 2002 : 24 heures chrono (24) (saison 2, épisodes 5 à 10) : Nina Myers
- 2003 : Karen Sisco (saison 1, épisode 3) : Barbara Simmons
- 2003 : 24 heures chrono (saison 3, épisodes 9 à 14) : Nina Myers
- 2004 : Dr House (saison 1, épisode 14) : Carly Forlano
- 2005 : Las Vegas (saison 3, épisodes 5 et 6) : Olivia Duchey
- 2006 : Commander in Chief (saison 1, épisode 18) : Christine Chambers
- 2007 : Life - Saison 1 Épisode 7 : Mari Anne Farmer
- 2010 - 2012 : The Booth at the End : Sœur Carmel
- 2011 - 2012 : Nikita (Saison 2 épisodes 10 & 11) : Katya Udinov, la mère d'Alex
- 2012 : Covert Affairs (Saison 3) : Lena Smith
- 2013 - 2014 : The Tomorrow People : Marla Jameson
- 2015 - présent : Harry Bosch : Eleanor Wish
- 2016 : NCIS : Enquêtes spéciales (saison 13 épisodes 23 & 24) : Tess Monroe
- 2017 : New York, unité spéciale (saison 18, épisode 9) : Cynthia Hendricks

## Voix Françaises
| - Rafaèle Moutier dans : - New York, unité spéciale (série télévisée) - 24 heures chrono (série télévisée) - Dr House (série télévisée) - Las Vegas (série télévisée) - Life (série télévisée) - Twilight, chapitre I : Fascination - Twilight, chapitre III : Hésitation - Below the Beltway (Téléfilm) - Twilight, chapitre IV : Révélation - The Cleaner (série télévisée) - Nikita (série télévisée) - Covert Affairs (série télévisée) - The Tomorrow People (série télévisée) - Harry Bosch (série télévisée) - NCIS : Enquêtes spéciales (série télévisée) | Et aussi - Laurence Mongeaud dans Thirteen - Isabelle Langlois dans The Booth at the End (série télévisée) |

## Vie privée
Elle est mariée à l'acteur Xander Berkeley rencontré sur le tournage de 24 heures chrono.